# Сорокове
Сорокове — село в Україні, у Краснокутській селищній громаді Богодухівського району Харківської області. Населення становить 185 осіб. До 2020 орган місцевого самоврядування — Мурафська сільська рада.

## Географія
Селище Сорокове знаходиться на лівому березі річки Мерчик, яка через 3 км впадає в річку Мерла. Вище за течією на відстані 3 км розташовані село Мурафа і селище Лісне. На протилежному березі розташовано селище Володимирівка. Селище оточене великим лісовим масивом (сосна).
Також коло села знаходяться три   рукотворні ставки.

## Історія
12 червня 2020 року, розпорядженням Кабінету Міністрів України № 725-р «Про визначення адміністративних центрів та затвердження територій територіальних громад Харківської області», увійшло до складу Краснокутської селищної громади.
19 липня 2020 року, в результаті адміністративно-територіальної реформи та ліквідації Краснокутського району, селище увійшло до складу Богодухівського району.